# Ельде
Ельде (нім. Oelde) — місто в Німеччині, знаходиться в землі Північний Рейн-Вестфалія. Підпорядковується адміністративному округу Мюнстер. Входить до складу району Варендорф.
Площа — 102,63 км2. Населення становить 29 133 ос. (станом на 31 грудня 2020).

## Географії

### Сусідні міста та громади
Ельде межує з 7 містами / громадами:
- Белен
- Герцеброк-Кларольц
- Реда-Віденбрюк
- Лангенберг
- Вадерсло
- Беккум
- Еннігерло

## Галерея

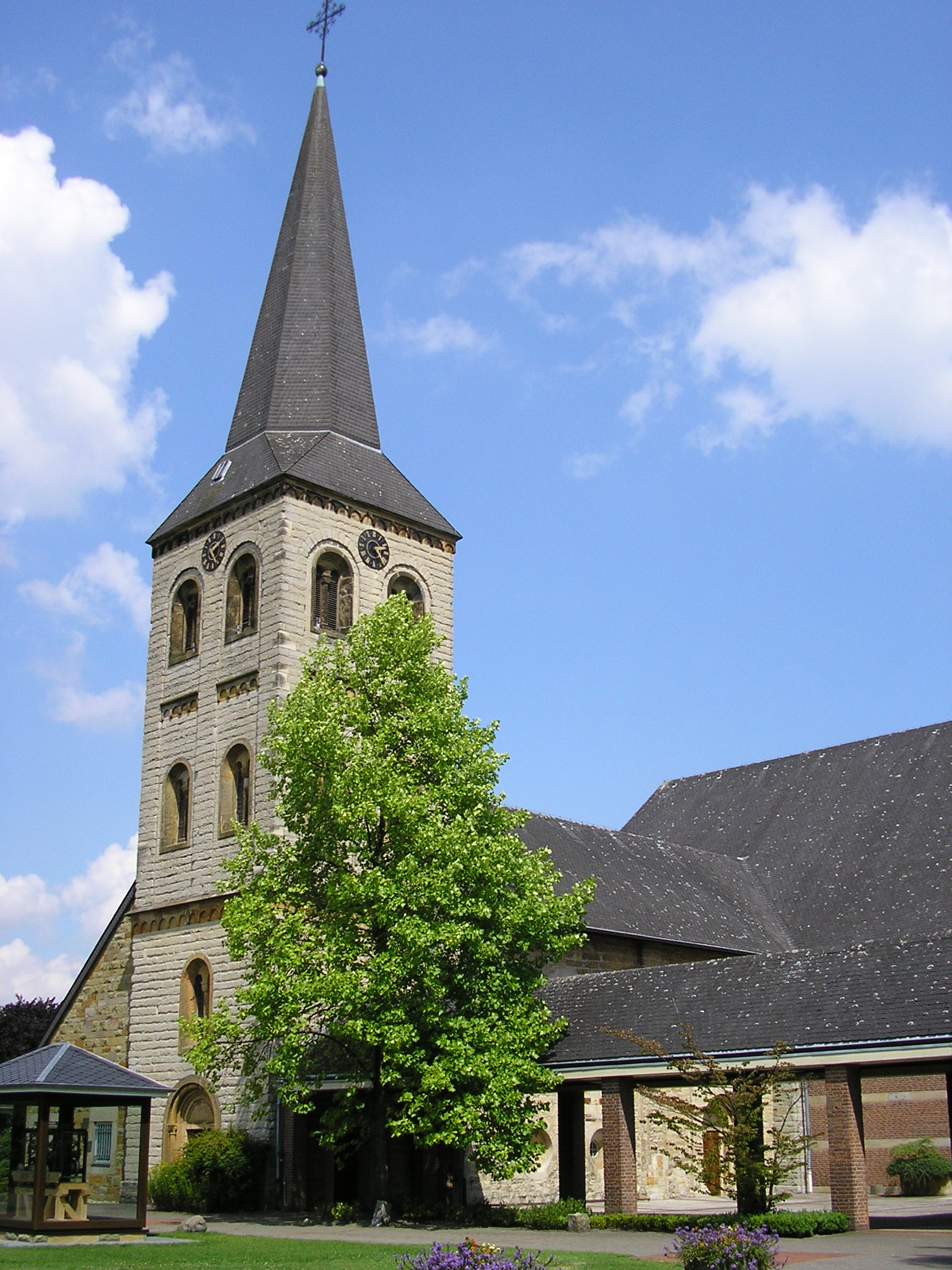
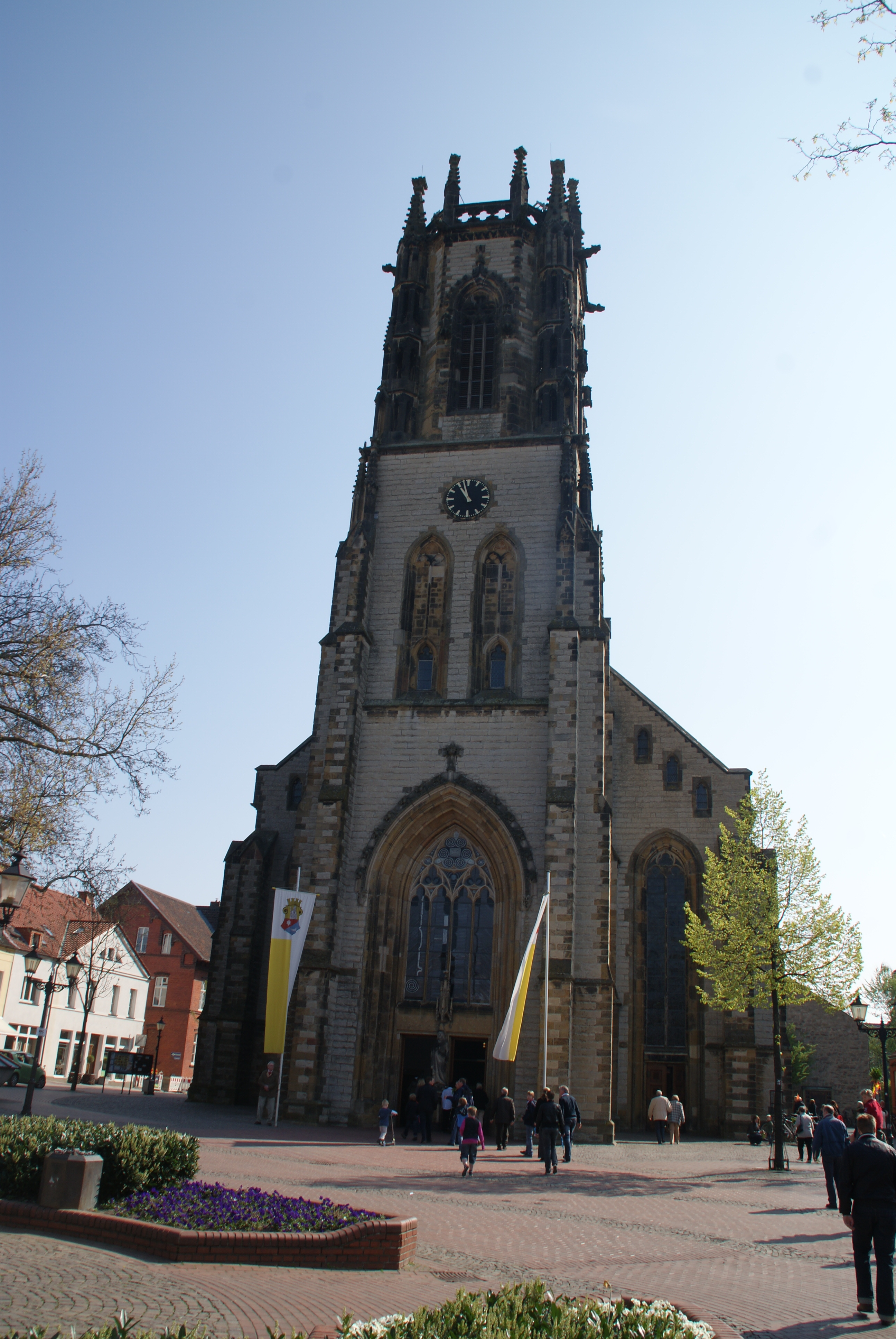
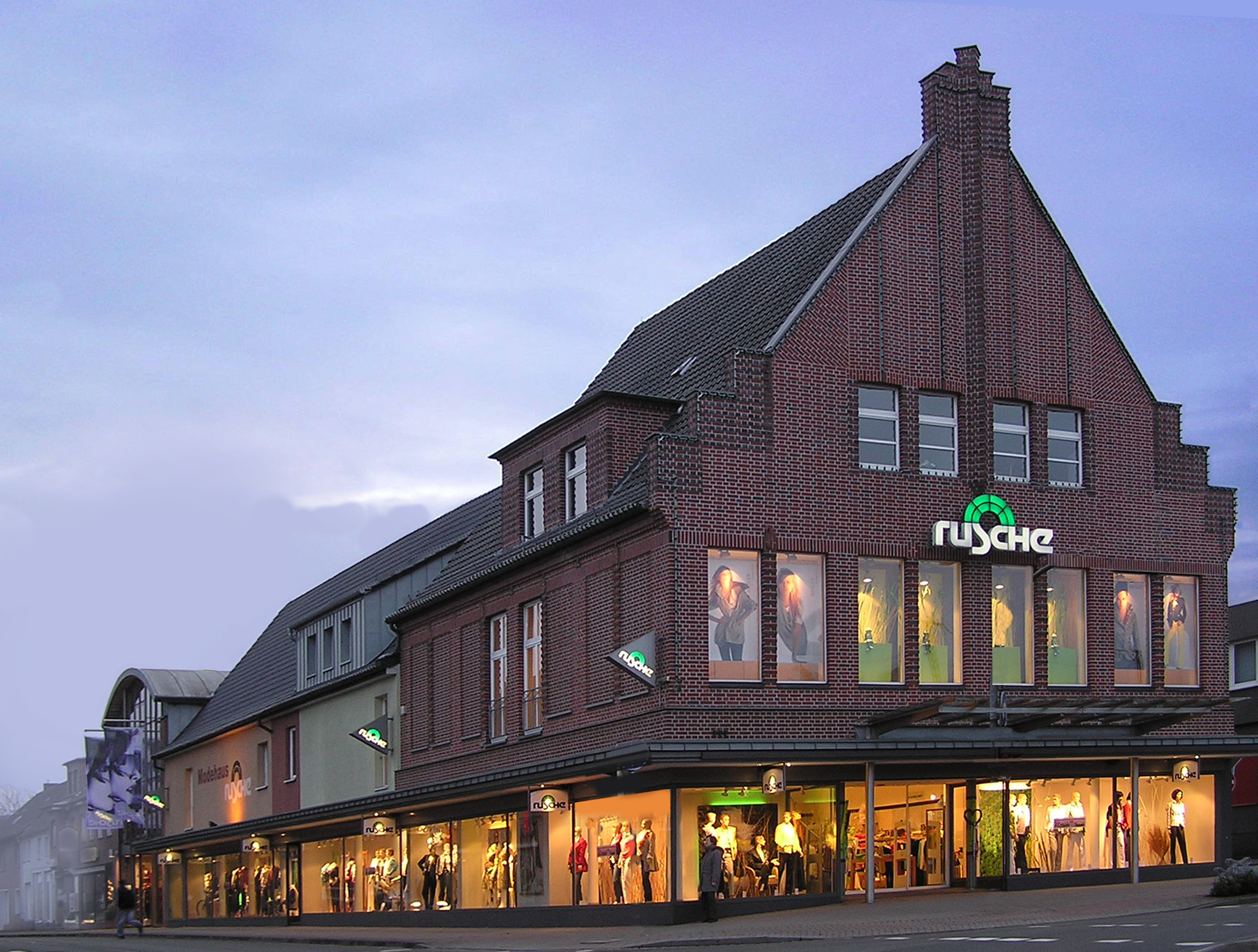
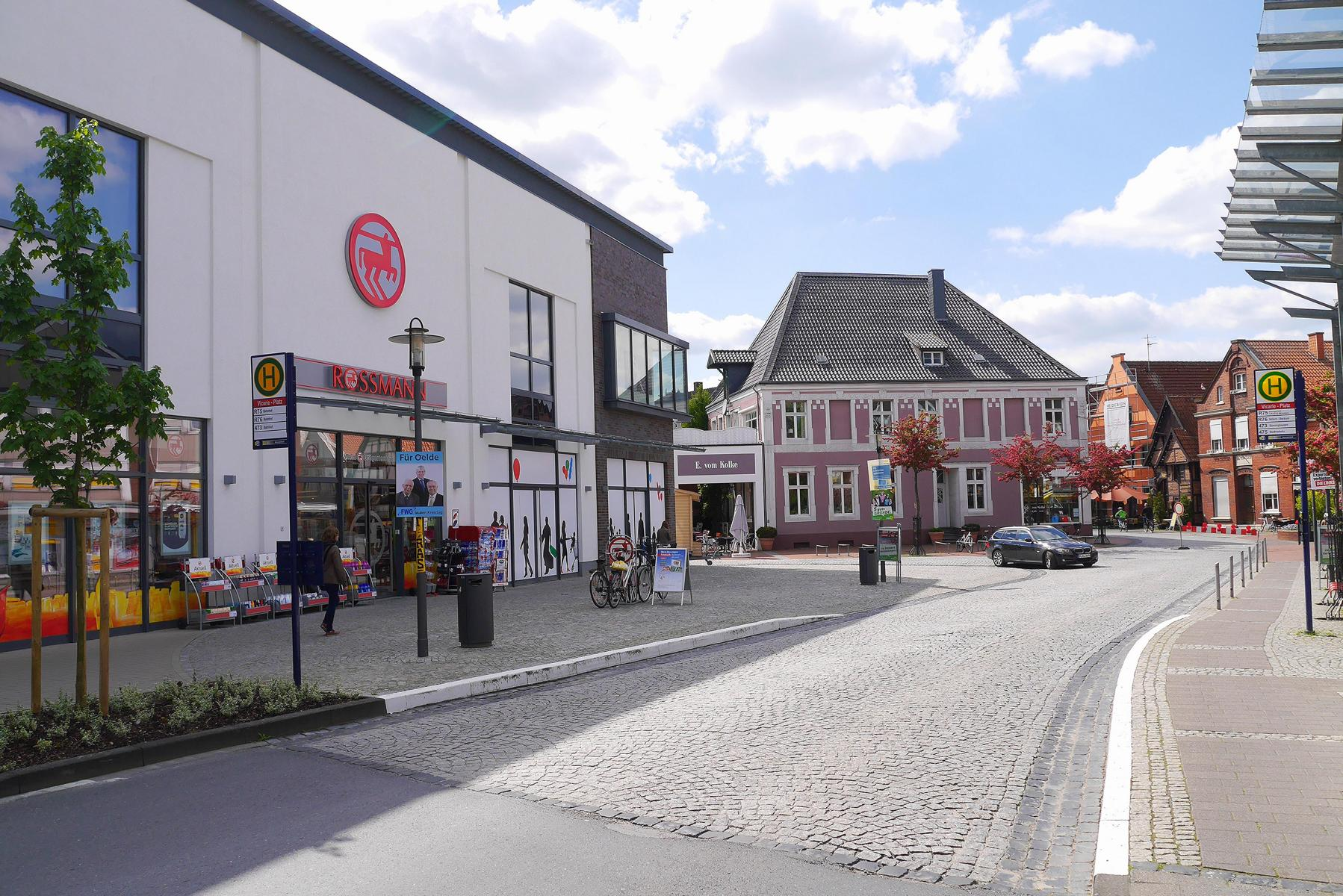
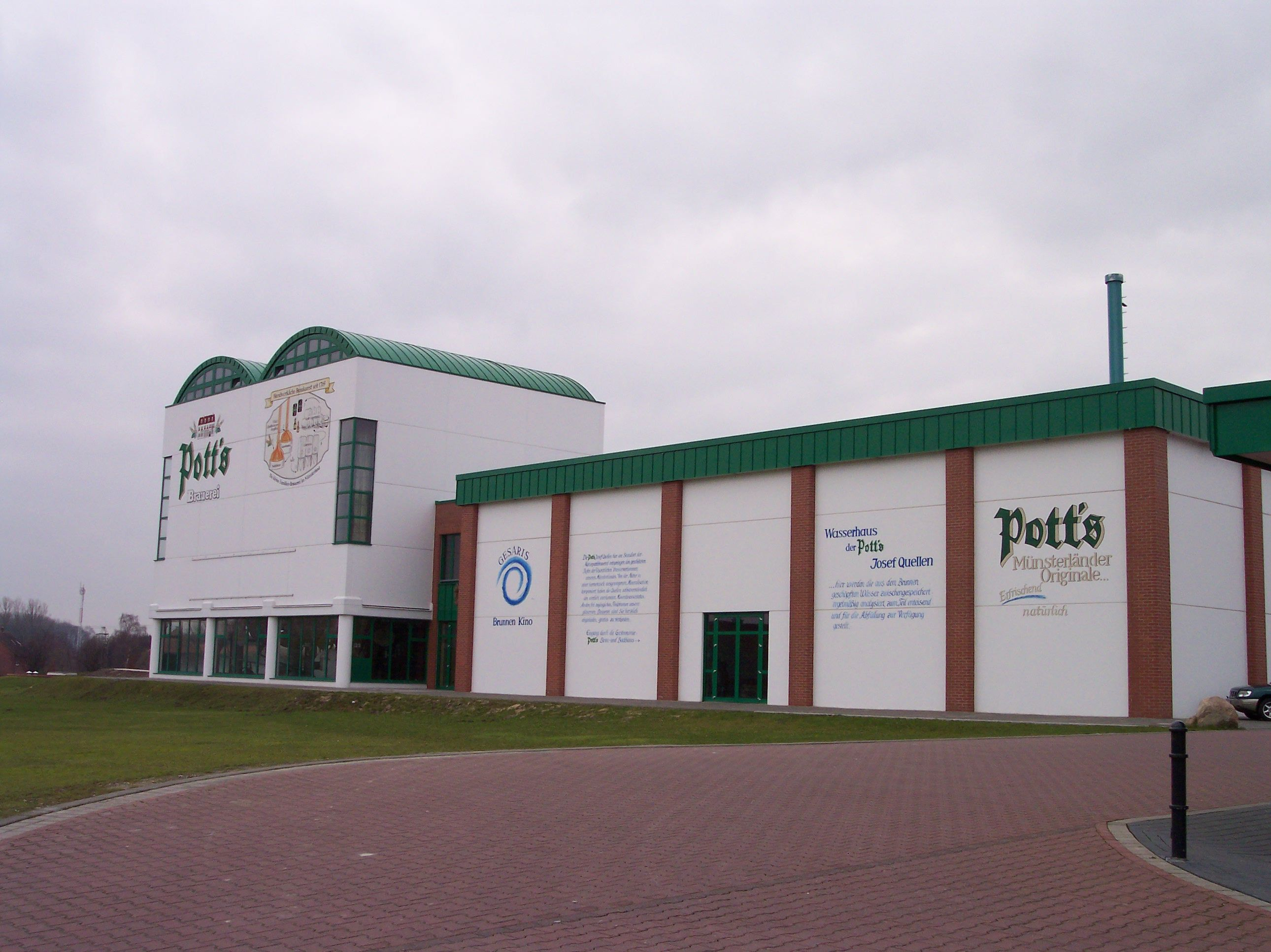
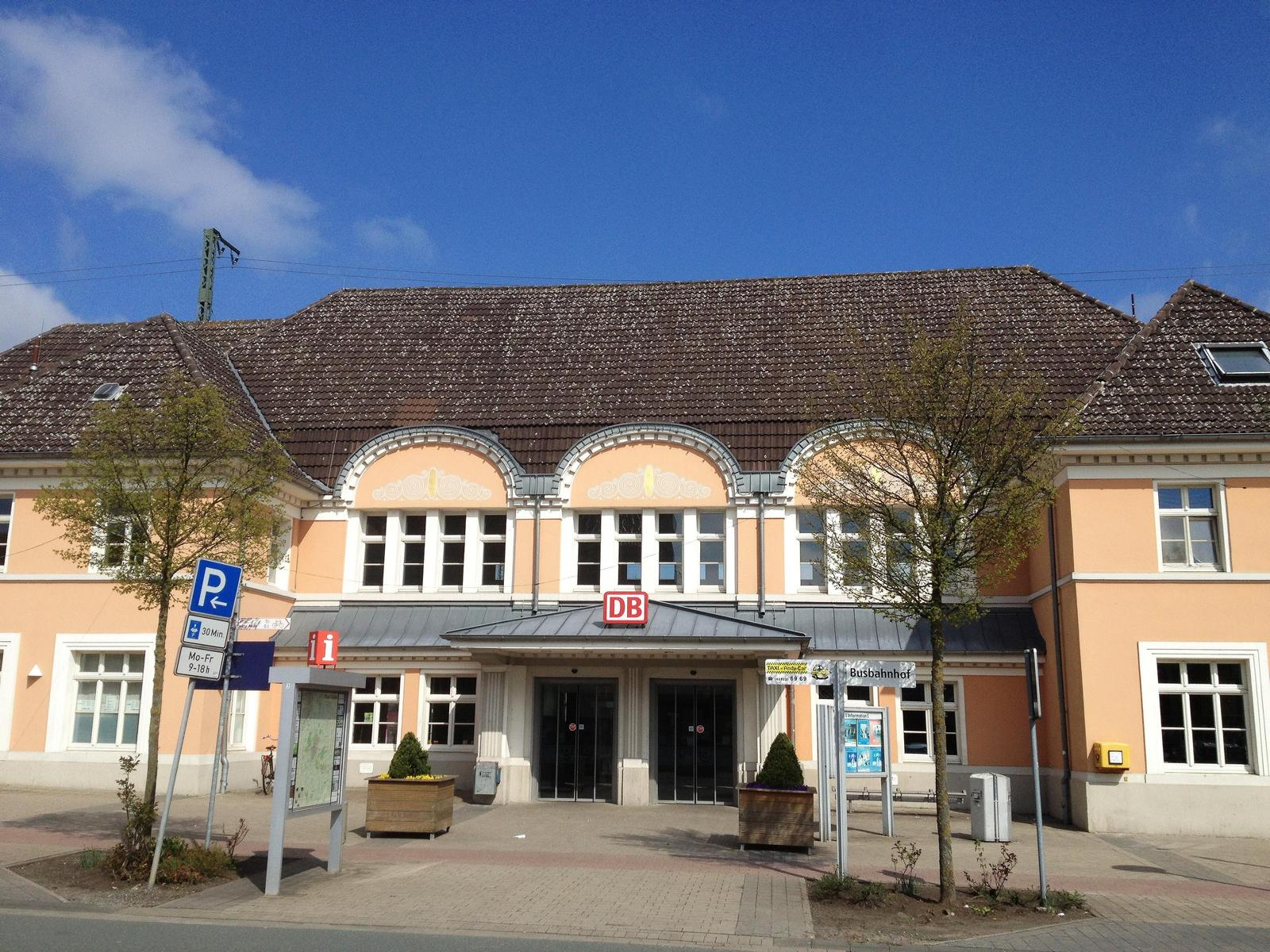